# Seznam cukrovarů v Praze
Seznam cukrovarů v Praze obsahuje cukrovary postavené v Praze a okresech sousedních, které byly později k Praze připojeny. Cukrovary jsou řazeny podle data svého vzniku. Seznam není úplný.

## Cukrovary
- Zbraslav - založen 1787, provoz ukončen v polovině 19. století, zbořen ve 20. století
- Malá Chuchle - založen 1831, přemístěn do Zbraslavi, provoz ukončen 1860
- Horní Stromka - založen 1833, provoz ukončen v 1. polovině 19. století
- Vysočany - založen 1835, provoz ukončen na přelomu 19. a 20. století,  budovy částečně dochovány
- Ruzyně - založen 1836, provoz ukončen 1921, zbořen 1935
- Libeň - založen kolem roku 1836, provoz ukončen 1890, jiné využití
- Čakovice - založen 1849, provoz ukončen 1990, budovy dochovány
- Modřany - založen 1861, provoz ukončen 1970, zbořen 2005
- Uhříněves - založen 1868, provoz ukončen 1968, částečně zbořen 2000
- Vinoř - založen 1870, provoz ukončen 1954, zbořen 2009
- Radotín  - založen 1872, provoz ukončen a budovy zbořeny po 1. světové válce
- Vršovice  - založen 1902, provoz ukončen 1939, konverze